# Волчанск (Украина)
Волча́нск (укр. Вовча́нськ) — город в Чугуевском районе Харьковской области Украины, административный центр Волчанской городской общины. До 17 июля 2020 года был административным центром упразднённого Волчанского района, в котором составлял Волчанский городской совет.
В 2024 году в результате наступления ВС РФ в Харьковской области город подвергся сильным разрушениям, более 90 % города было разрушено.
В 2025 году город «сравняли с землёй». В городе не осталось ни одного здания.

## Физико-географическая характеристика

### Географическое положение

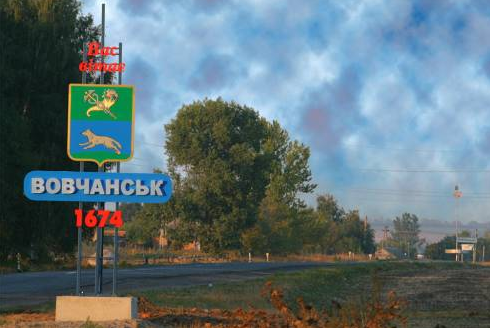
Знак при въезде в город

Волчанск расположен на северо-востоке Харьковской области, менее чем в 10 километрах от границы с Белгородской областью России. Город находится на Волчьей реке, которая через 6 километров впадает в реку Северский Донец. Выше по течению примыкают сёла Тихое и Волчанские Хутора, ниже по течению на расстоянии 3-х километров расположено село Гатище. К городу примыкает село Синельниково.

### Часовой пояс
Волчанск, как и вся Украина, располагается в часовой зоне под названием EET (UTC+2, в летний период — UTC+3). Время устанавливается как поясное время, кроме того, имеет место дополнительный ежегодный перевод часовой стрелки в последнее воскресенье марта в 3:00 на 1 час вперёд и в последнее воскресенье октября в 4:00 на 1 час назад.
Волчанск расположен на 36°9′ в. д., то есть географически во втором часовом поясе. Однако крайняя восточная точка бывшего Волчанского района — село Дегтярное уже находятся фактически в третьем часовом поясе (восточнее 37°30′ в. д.).

### Рельеф и геологическое строение
Рельеф города разнообразен, центр находится в низине долины Волчьей реки, в том время как южная и северная части города расположены на возвышениях. Средняя абсолютная высота над уровнем моря — 112 м. Самая низкая точка имеет высоту 103 м, самая высокая — 130 м. К городу выходят отроги Среднерусской возвышенности. На северной и северо-восточной окраинах города эти отроги образуют холмистый расчлененный рельеф с обнажениями меловых пород (Меловые горы). Порой относительная высота холмов может достигать более 50 метров. С восточной стороны город окружен преимущественно сосновым лесом. Небольшие участки города к югу от Волчьей реки заболочены, благодаря этому в городе есть ручьи и родники. С юга на север город простирается на 5 км, с запада на восток на 8,5 км.

### Климат
Волчанск находится в лесостепной зоне, в зоне умеренного климата. Город стоит близ среднерусской возвышенности, поэтому имеет характерные климатические условия, которые отличаются наибольшей континентальностью по сравнению с соседними районами Харьковской области. Климат в Волчанске умеренно континентальный, обычно с мягкой зимой и длительным, жарким, порой засушливым летом. Годовая амплитуда температуры может достигать около 50 °C.
Суммарный годовой объём осадков около 530 мм. Больше всего осадков приходится на июнь, июль, а также октябрь. Меньше всего на зимние месяцы.
Устойчивый снежный покров может образовываться как и в декабре, так и в январе, с каждым годом заметна тенденция к позднему снегу.
Таяние приходится в основном на конец марта, однако может быть и раньше, в зависимости от погодных условий.
Раз в несколько лет на Волчьей реке образуется сильное половодье. Последнее сильное было замечено в марте 2010 года, когда в черте города русло реки стало в несколько раз больше обычного. Ледяной же покров держится в основном около двух месяцев.
Сложно сказать о преобладании какого-то либо направления ветра в городе. Чаще всего роза ветров равномерна.
| Показатель                                      | Янв. | Фев. | Март | Апр. | Май  | Июнь | Июль | Авг. | Сен. | Окт. | Нояб. | Дек. | Год |
| ----------------------------------------------- | ---- | ---- | ---- | ---- | ---- | ---- | ---- | ---- | ---- | ---- | ----- | ---- | --- |
| Абсолютный максимум, °C                         | 11   | 15   | 22   | 30   | 34   | 37   | 38   | 40   | 34   | 29   | 20    | 13   | 40  |
| Средний суточный максимум, °C                   | −2   | −2   | 4    | 14   | 21   | 24   | 27   | 26   | 19   | 12   | 4     | −1   | 12  |
| Средняя температура, °C                         | −2,5 | −3   | 0,5  | 9,5  | 15,5 | 19,0 | 21,5 | 20,5 | 14,5 | 8,0  | 1,0   | −2,5 | 8,5 |
| Средний суточный минимум, °C                    | −7   | −8   | −3   | 5    | 10   | 14   | 16   | 15   | 10   | 4    | −2    | −6   | 4   |
| Абсолютный минимум, °C                          | −28  | −28  | −23  | −8   | −1   | 3    | 9    | 6    | −3   | −8   | −19   | −31  | −31 |
| Норма осадков, мм                               | 37   | 34   | 34   | 33   | 50   | 63   | 65   | 43   | 48   | 50   | 42    | 34   | 533 |
| Источник: Рекорды и средние значения MSN Погода |      |      |      |      |      |      |      |      |      |      |       |      |     |

### Гидрография
В черте города протекает Волчья река, давшая название поселению. Русло реки в среднем достигает ширины 15-20 м, доходя в максимуме до 300 м, пойма шириной 300—400 м. Расход воды составляет 3,11 м³/сек. Участки низкого уровня на пойме преимущественно заболоченные, а среднего и высокого уровня используются под сенокосы, частично они распаханы и используются под посев сельскохозяйственных культур.
На реке нет официально организованных пляжей, но существуют места для купания.
В большей части Волчанска уровень грунтовых вод высокий, что связано с нахождением этих территорий в долине реки. В связи с этим в городе протекают несколько ручьёв, впадающих в Волчью. Есть и несколько прудов, выкопанных в середине XX века во время добычи глины.

### Почвы, растительность и животный мир
Разнообразие грунтов в городе и его околицах составляют главным образом чернозёмы оподзоленные и типичные. Механический состав почв разнообразен, от среднесуглинистого до глинистого

## Этимология
Своим названием город обязан Волчьей реке, левому притоку Северского Донца.

## Население
- 1785—2666 человек (1339 мужчин, 1327 женщин)[8]
- 1889 — 6023 человека.
- 1897 — 11 020 человек[9].
- 1966 — 20 600 человек.
- 1989 — 24 350 человек[10].
- 2001 — 17 459 человек[11].
- 2013 — 19 082 человек[12].
- 2019 — 18 127 человек.
- 2023 — 3500 человек[13].
- 2024—500 человек[13].

По данным Всеукраинской переписи населения 2001 года, украинцы составляли 83,12 % населения Волчанска, русские — 14,43 %, армяне — 0,91 %.

### Языковой состав
Родной язык населения по данным переписи населения Российской империи 1897 года:
| Язык       | Численность, чел. | Доля     |
| ---------- | ----------------- | -------- |
| Украинский | 7823              | 70,99 %  |
| Русский    | 3090              | 28,04 %  |
| Другие     | 107               | 0,97 %   |
| Итого      | 11 020            | 100,00 % |

По данным Всесоюзной переписи 1926 года, украинский язык родным назвали 81,1 % населения города, русский — 17,2 %, еврейский — 0,6 %, другой — 1,1 %.
Родной язык населения по данным Всеукраинской переписи 2001 года:
| Язык       | Численность, чел. | Доля     |
| ---------- | ----------------- | -------- |
| Украинский | 16 970            | 82,85 %  |
| Русский    | 3222              | 15,73 %  |
| Другое     | 292               | 1,42 %   |
| Итого      | 20 484            | 100,00 % |

Украинский язык является единственным официальным языком города.

## История

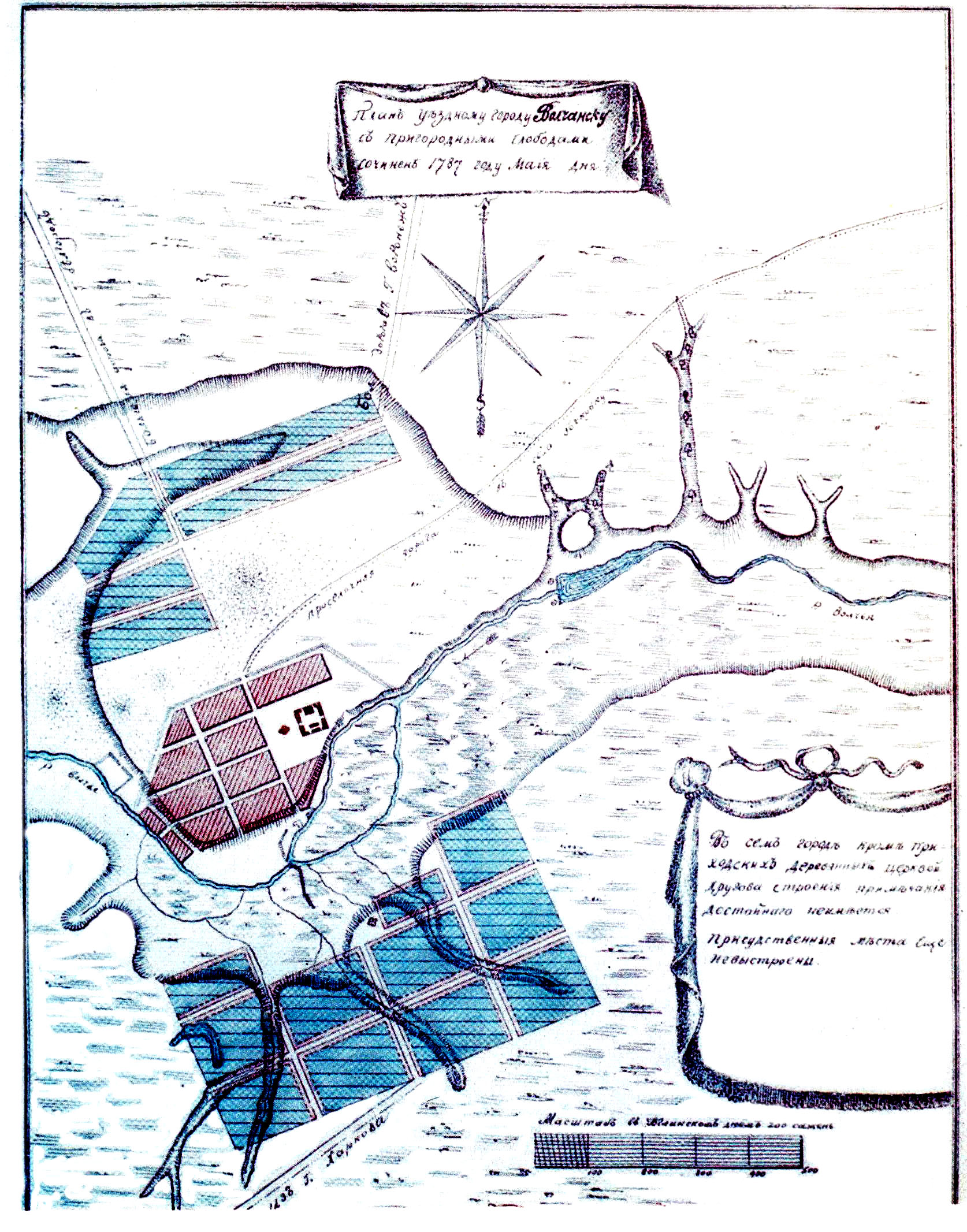
План Волчанска, 1787

### Городище
В районе города расположено Волчанское городище VIII—IX веков н. э. на месте поселения хазар. Цитадель города была окружена двумя грунтовыми линиями обороны. Между ними были большие хозяйственные комплексы-хранилища. К городищу примыкали четыре селища общей площадью более 50 га. Здесь также существовал чернометаллургический центр. Упадок города был связан с вторжением с востока кочевых племён и особенно татаро-монгольским нашествием.

### 1674—1917
В ходе заселения Дикого Поля в 1674 году на реке Волчьи Воды, на месте Волчанска возникло поселение украинцев — переселенцев с Правобережной Украины, служилых людей, которых по приказу царя Алексея Михайловича привёл сюда «нежегольский черкашин» Мартин Старочудный.
Первым письменным упоминанием о поселении является письмо Белгородского воеводы Ромодановского к царю Алексею Михайловичу 1674 года:
Царь и великий князь Алексей Михайлович изволил указом повелеть нижегольскому Черкашину Мартыну воздвигнуть слободу на реке Волчьи Воды, созвав на жительство черкасов из Малороссийских и Заднепровских городов.
Сторожевое поселение первоначально называлось слобода Волчьи Воды и было одним из форпостов на южной границе Русского государства.
Заняв водораздел Днепра и Дона, слобожанские казаки преградили крымским татарам пути в Центральную Россию: слобода Рубежная (основана в 1652—1660), города Савинцы (1671), Белополье (1672), Волчанск (1674) и Коломак (1680) встали прямо на татарских тропах. С самого начала заселения Слобожанщины переселенцы вели борьбу с кочевыми татарами, которые часто совершали набеги на села и хутора, убивали и уводили в рабство людей, отбирали скот и имущество.
В 1688 году после пожара, устроенного во время татарского набега, слобода была переселена на левый берег реки. В последний раз жители слободы участвовали в отражении набега кочевников в 1689 году.
В 1692 году в селе Волчьи Воды провели перепись
В 1732 году в селении Волчьи Воды насчитывалось 211 жителей мужского пола. С 1732 года это был казацкий военный городок. В 1765 году поселение вошло в состав Слободско-Украинской губернии. В 1780 году оно стало уездным городом Волчанском (центром Волчанского уезда), и в 1781 году императрица Екатерина II утвердила городской герб.
В конце XVIII века, после указа Екатерины II о крепостном праве, в Волчанске появились большие помещичьи владения.
В 1804 году силами прихожан построена каменная четырёхпрестольная Соборно-Троицкая церковь. Было 5 колоколов, один из которых весил 480 кг. Просуществовала церковь до 1930-х годов, была разрушена, на её месте воздвигли городской парк и памятник И. В. Сталину, а позже В. И. Ленину.
В 1855 году в Волчанске было 5 мостов, 10 частных садоводств, 657 огородов, 863 дома, кирпичный завод, 12 ветряных мельниц, каменный собор, приходская деревянная церковь.
Промышленность в городе начала развиваться во второй половине XIX века. В 1860 году волчанский купец Прошкин открывает первую маслобойню. В 1865 году в Волчанске работало 2 кирпичных завода, паровая мельница, спиртовой, пивной, сахарный заводы и завод по производству сальных свечей. Увеличивалась торговля и развивалось ремесленничество.
В 1874 году открыта Волчанская учительская семинария, первым директором был Котляров Михаил Григорьевич. В 1887 году заработала Волчанская типография. В 1893 году открылась Волчанская общественная библиотека (сейчас — Волчанская центральная районная библиотека). Землевладелец В. Г. Колокольцов подарил 1000 книг и арендовал трехкомнатную квартиру в центре города. В 1913 году библиотечный фонд имел 11 200 книг.
В 1894—1896 годах проходило строительство железнодорожной ветки Волчанск — Белгород, что послужило мощным толчком к развитию города. 28 октября 1896 года на участке был пущен первый паровоз. В 1901 году железная дорога была продлена до Купянска. Старое здание Волчанского вокзала было открыто в 1897 году. В сентябре 1941 года оно было уничтожено во время налёта немецкой авиации. После окончания войны на месте исторического было построено новое здание вокзала. В 1914 году построена городская электростанция.

### 1917—1991
В ходе гражданской войны власть несколько раз менялась. В сентябре 1917 года Волчанск оказался в составе Российской республики. 21 декабря 1917 года в городе была провозглашена Советская власть. 20 февраля 1918 года здесь началось издание местной газеты. До 29 апреля 1918 года Волчанск входил в Донецко-Криворожскую советскую республику в составе РСФСР, c 29 апреля по 14 декабря 1918 года — был в составе Украинской державы под германской оккупацией. С 14 декабря 1918 по 25 июня 1919 входил в Украинскую ССР. С 25 июня 1919 по 21 декабря 1919 — в Харьковскую область ВСЮР. 21 декабря 1919 года большевики вновь установили в городе советскую власть.
12 апреля 1923 года была проведена административно-территориальная реформа, в ходе которой Волчанский уезд был разделён на восемь районов и Волчанск стал центром Волчанского района Харьковского округа.
В 1927 году в Волчанске заработала фабрика по изготовлению платков, в 1928 году — ткацкая фабрика, в 1930 году — швейная, а в 1937 году — обувная фабрика. В 1936 году в городе было три техникума (педагогический, механизации сельского хозяйства и медицинский), три средних и две семилетних школы, где работало 183 учителей.
В ходе Великой Отечественной войны 31 октября 1941 года город был оккупирован немецкими войсками, 12 ноября 1941 года освобождён войсками 76-й сд (генерал-майор К. И. Горюнов) в ходе частной операции 38-й армии Юго-Западного фронта.
11 июля 1942 года Волчанск снова оккупировали войска вермахта. 9 февраля 1943 года освобождён войсками Воронежского фронта в ходе Харьковской наступательной операции.

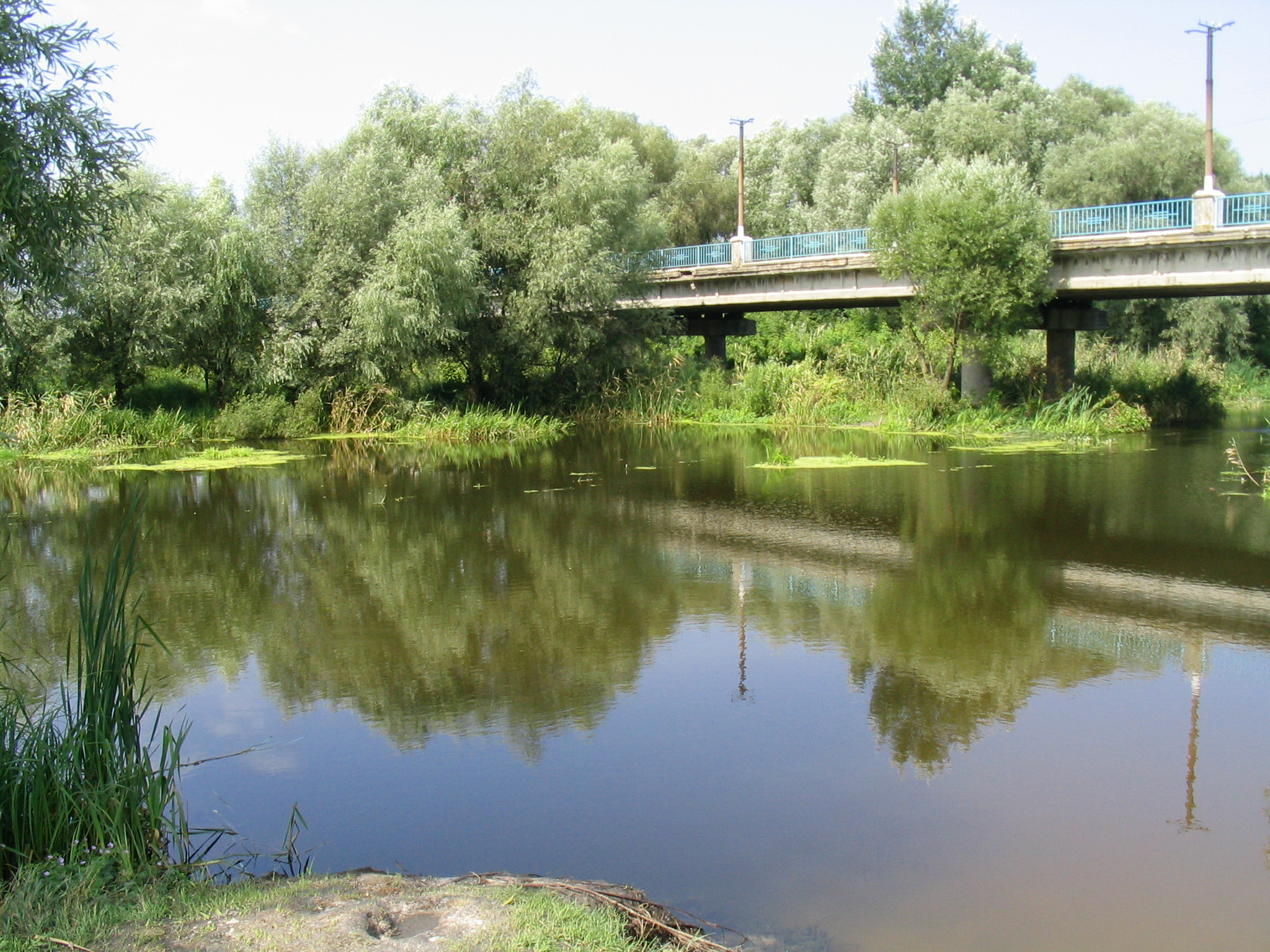
Мост через Волчью реку в Волчанске

В 1964 году было завершено строительство двух железобетонных мостов через Волчью реку по улицам Ленина и Гагарина и построен районный Дом культуры. В 1979 году в Волчанске действовали обозный завод, завод строительных материалов, асфальтовый завод, маслоэкстракционный завод, хлебный завод, маслодельный завод, обувная фабрика, хлопкоткацкая фабрика, мебельная фабрика, мясокомбинат, комбинат хлебопродуктов, райсельхозтехника, комбинат бытового обслуживания, 8 общеобразовательных школ, музыкальная школа, медицинское училище, авиационное училище, техникум механизации сельского хозяйства, три лечебных учреждения, Дом культуры, шесть клубов, кинотеатр и 14 библиотек.

### 1991—2021

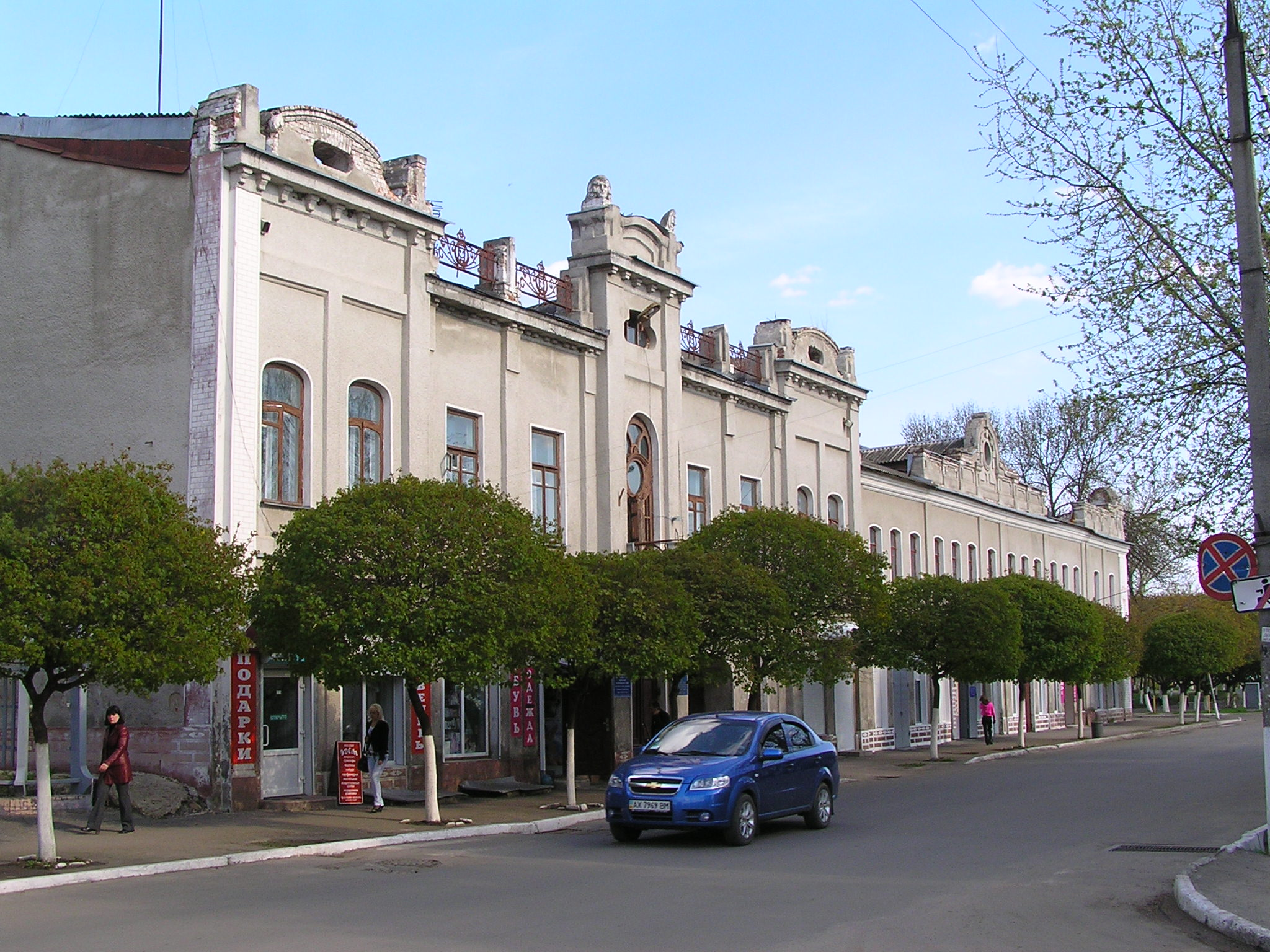
Здание бывшего реального училища в центре города (2012)

После провозглашения независимости Украины город оказался на границе с Россией, здесь был оборудован таможенный пост «Волчанск», который находится в зоне ответственности Харьковского пограничного отряда Восточного регионального управления ГПСУ.
В мае 1995 года Кабинет министров Украины утвердил решение о приватизации находившихся в городе завода строительных материалов, АТП-16342, маслоэкстракционного завода, мясокомбината, райсельхозтехники и райсельхозхимии, в июле 1995 года было утверждено решение о приватизации агрегатного завода.
В 2009 году прекратили работу Волчанский маслодельный завод и Волчанский хлебозавод.

### Вторжение России на Украину (с 2022)

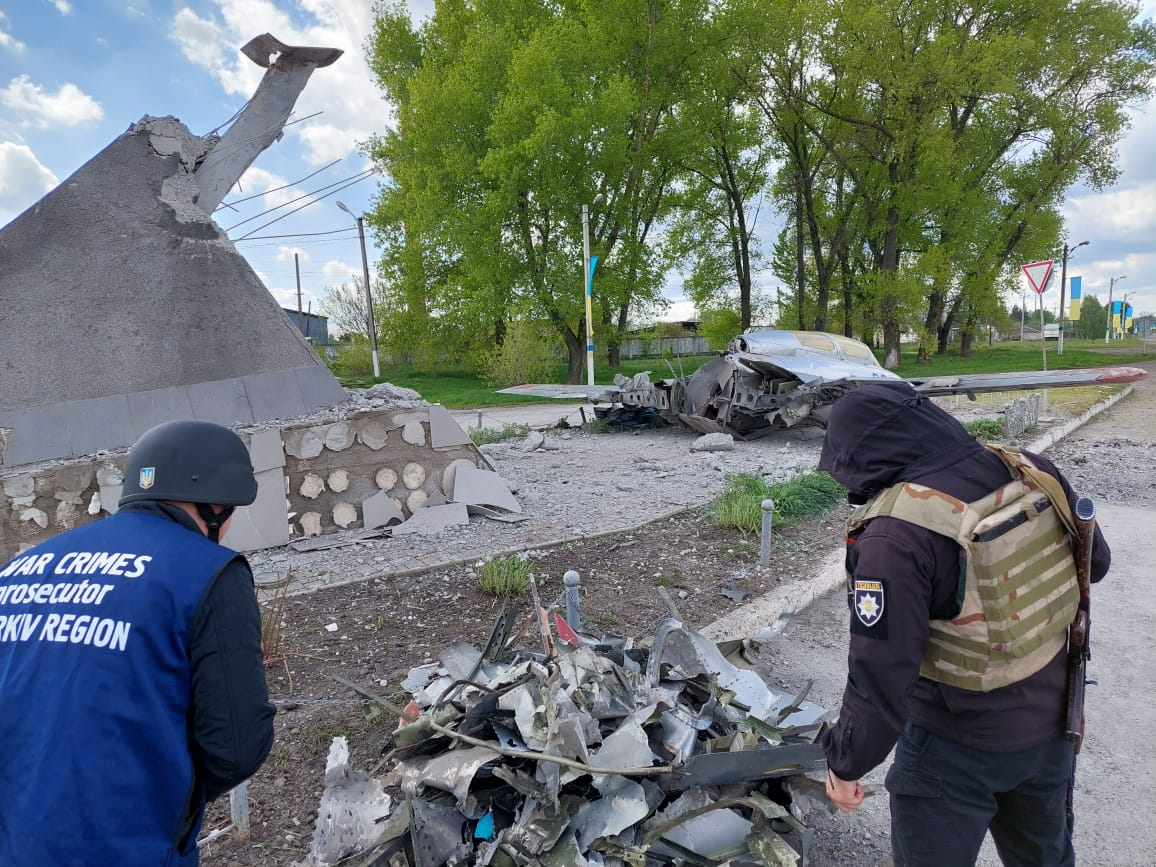
Самолёт-памятник в Волчанске, разрушенный российским обстрелом в мае 2023 года

24 февраля 2022 года, в первый день вторжения России на Украину, Волчанск был оккупирован российскими войсками. 11 сентября 2022 года город был освобождён подразделениями ВСУ в ходе контрнаступления украинских войск в Харьковской области.
В мае 2024 года, во время наступления России в Харьковской области, ВС РФ вошли в Волчанск. Начались городские бои, в результате которых город подвергся сильным разрушениям.
25 сентября 2024 года ВСУ начали контрнаступление, в результате которого был освобождён агрегатный завод.

## Жилые массивы
- Пролетарский жилой массив (1973—1978)
- Центральный жилой массив (1976—1993)
- Рубежанский жилой массив (1973—1990)

## Районы
- Герлеговка
- Кисляковка
- Центр
- Солнечный квартал
- Медгородок

## Символика

### Герб
Герб города является гласным (изображён волк) и «новым». Отличительной особенностью «новых» гербов являлось деление щита на два поля — верхнее, с гербом наместничества (губернии), и нижнее — с гербом самого города.

На гербе щит пересечён, на верхнем золотом поле перекрещенные красно-золотой рог изобилия с плодами и кадуцей, на нижнем лазурном поле по зелёном холме бежит серебряный волк с красными глазами и языком. Щит обрамлён декоративным картушем и увенчан серебряной городской короной с тремя башенками. Верхнее поле указывает на нахождение города в Харьковской области. Волк является нарицательным символом.

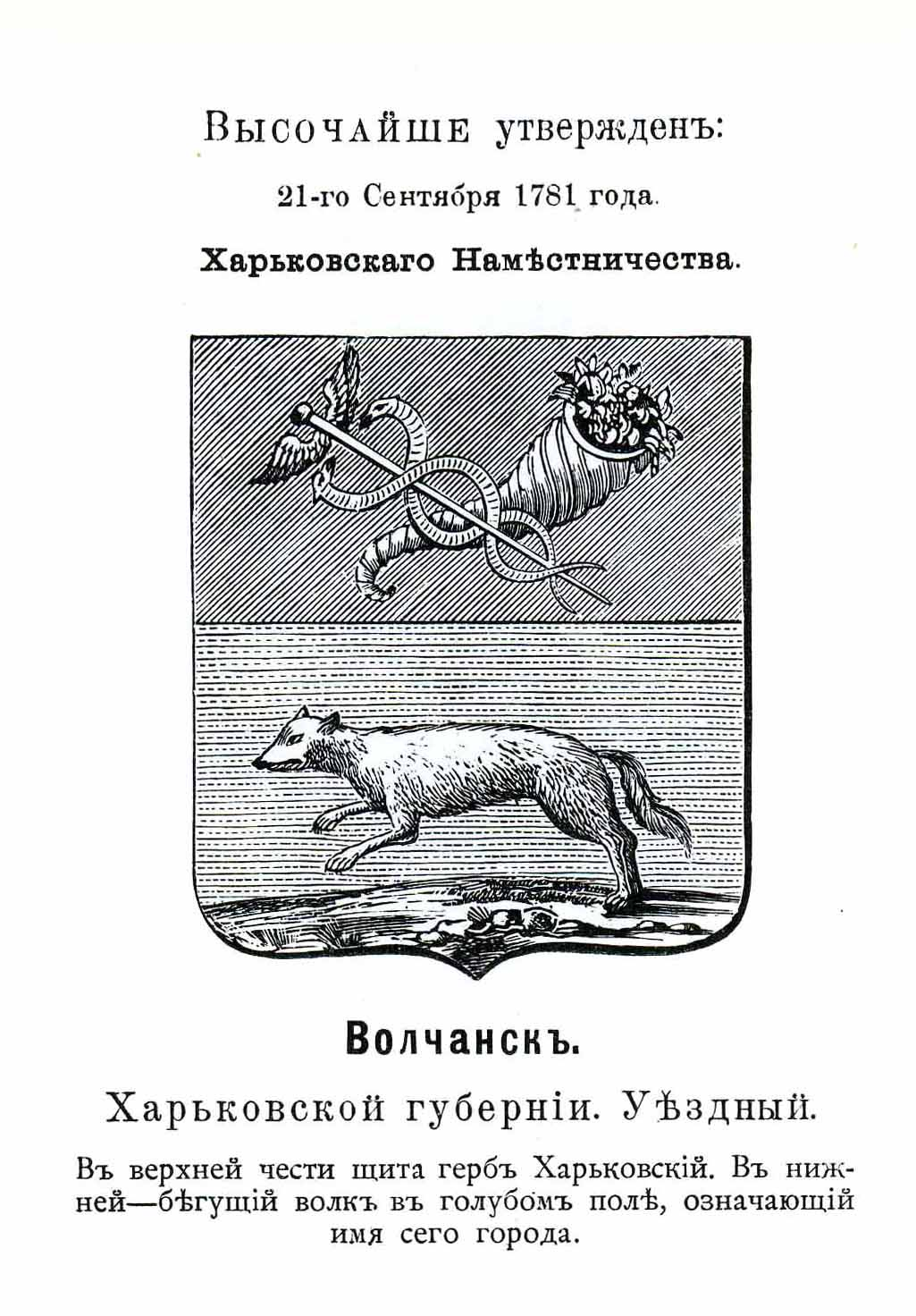
Герб города с официальным описанием. 1781
Оригинал герба на карте города 1787 года
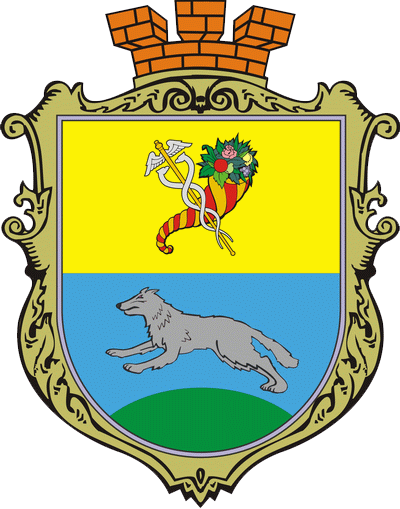
Современный герб 1999 года
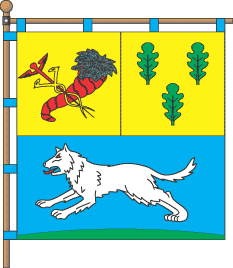
Флаг Волчанска

Герб и флаг города были заново утверждены 24 марта 1999 года решением № 76 VI сессии городского совета XXIII созыва. Автором нового рисунка герба является историк Андрей Гречило.

### Флаг
Флаг — квадратное полотнище, состоящее из двух равновеликих горизонтальных полос — жёлтой и синей; верхняя разделена пополам вертикально, на поле от древка перекрещенные красно-желтый рог изобилия с плодами и кадуцей, со свободного края — три зелёных дубовых листа, два над одним; на нижнем синем поле по зелёному изгибу бежит к древку серый волк с красными глазами и языком. Дубовые листья свидетельствуют, что город возник среди густых дубрав.

## Экономика
Город являлся одним из центров промышленности области, имея предприятия пищевой, легкой, сельскохозяйственной и машиностроительной отраслей:
- Волчанский агрегатный завод
- Волчанский маслоэкстракционный завод
- лесное хозяйство
- обувная фабрика

В 2000-е годы прекратили свою деятельность хлебозавод и мясокомбинат. На площадях хлебозавода была запущена пивоварня.

## Транспорт
Через город проходят автомобильные дороги областного значения Т-2108 по направлению Харьков-Волчанск-Плетеневка и Т-2104 по направлению в Харьков-Волчанск-Белый Колодезь-Приколотное-Ольховатка.

### Железная дорога

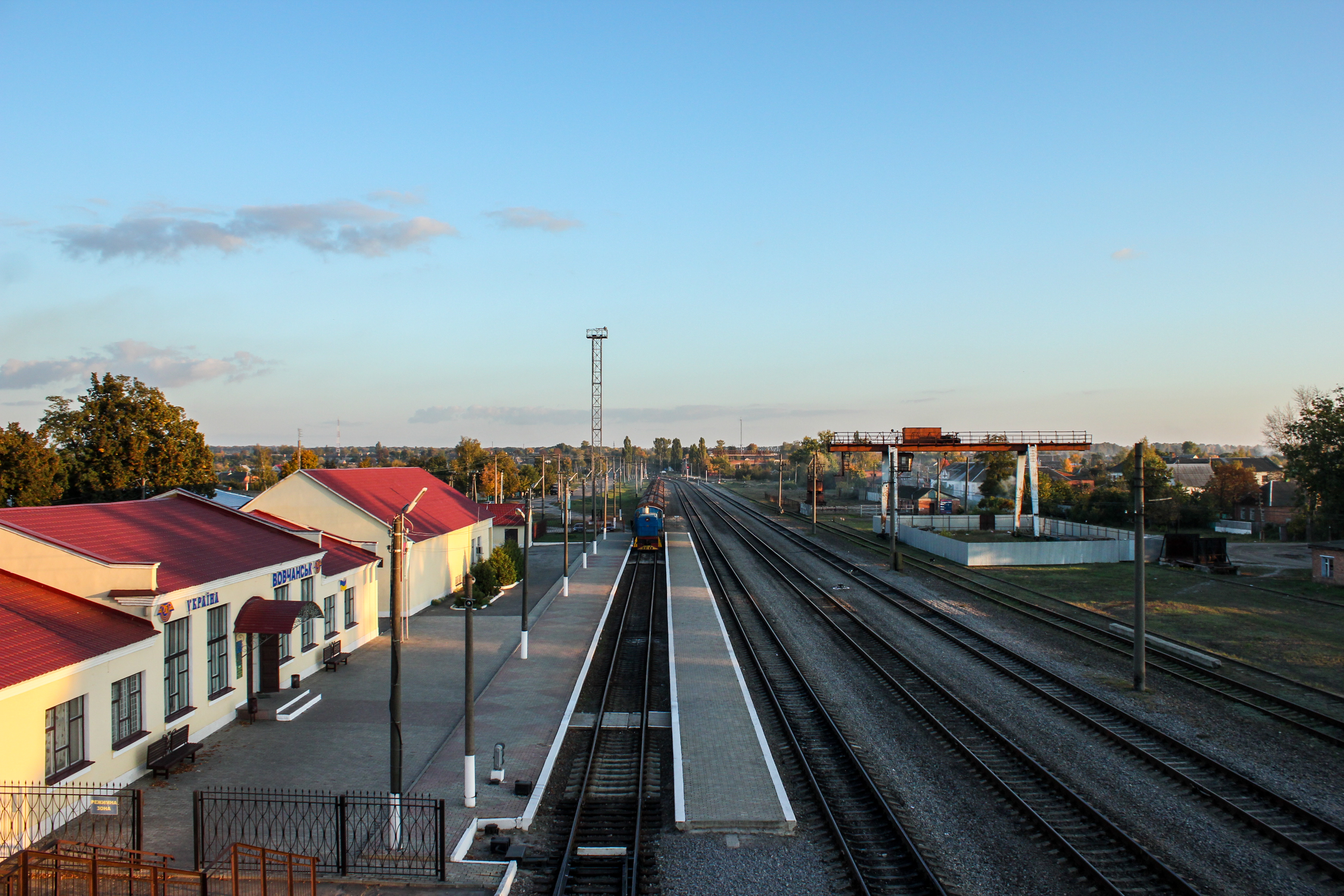
Железнодорожная станция

В Волчанске находится железнодорожная станция, которая является конечной на участке Волчанск-Купянск Южной железной дороги и входит в Купянскую дирекцию железнодорожных перевозок. Станция была открыта 28 октября 1896 года, вместе с участком железной дороги Белгород — Волчанск. В 1901 году участок был продлён до города Купянска.
Охарактеризовать станцию можно как грузо-пассажирскую, неэлектрифицированную, с четырьмя путями и надземным переходом. Железнодорожная станция находилась рядом с обозным заводом, впоследствии ставшим Волчанским МЭЗом, который по сей день преимущественно обеспечивает грузопоток на линии.
Пригородное сообщение на станции представлено купянским направлением, поезда (в том числе рельсовые автобусы) курсируют три раза в день. В январе 2014 года было отменено железнодорожное сообщение с Белгородом.

### Городской автобус
В городе работала система общественного транспорта. Действовали три автобусных маршрута, все они работали в режиме «кольца». Маршруты работали ежедневно с 6:00 до 18:00. Оборудованы остановки.
1. Автовокзал — Кладбище (бывшая Автопарк)
2. Автовокзал — Кисляковка
3. Вильча — Супермаркет АТБ (площадь)
4. Герлеговка — Волчанские хутора

### Пригородный автобус
Существовало автобусное пригородное сообщение. Здание автостанции отреставрировано в конце 2000-х, расположено в западной части города около железнодорожного вокзала. Преимущественно осуществлялись рейсы в Харьков, а также по другим внутрирайонным маршрутам.

## Образование

### Дошкольное образование
В Волчанске функционируют несколько заведений для детей дошкольного возраста:
- Волчанский садик-ясли № 1 «Солнышко» на Пролетарском Поле;
- Волчанский садик-ясли № 2 «Алёнушка» по ул. Чкалова;
- Волчанский детский сад № 2 «Барвинок» по Нижнему пер.;
- Волчанский детский сад № 7 по ул. Гоголя.

Кроме этого в общеобразовательных школах были подготовительные классы для адаптации детей к средней школе.

### Среднее образование

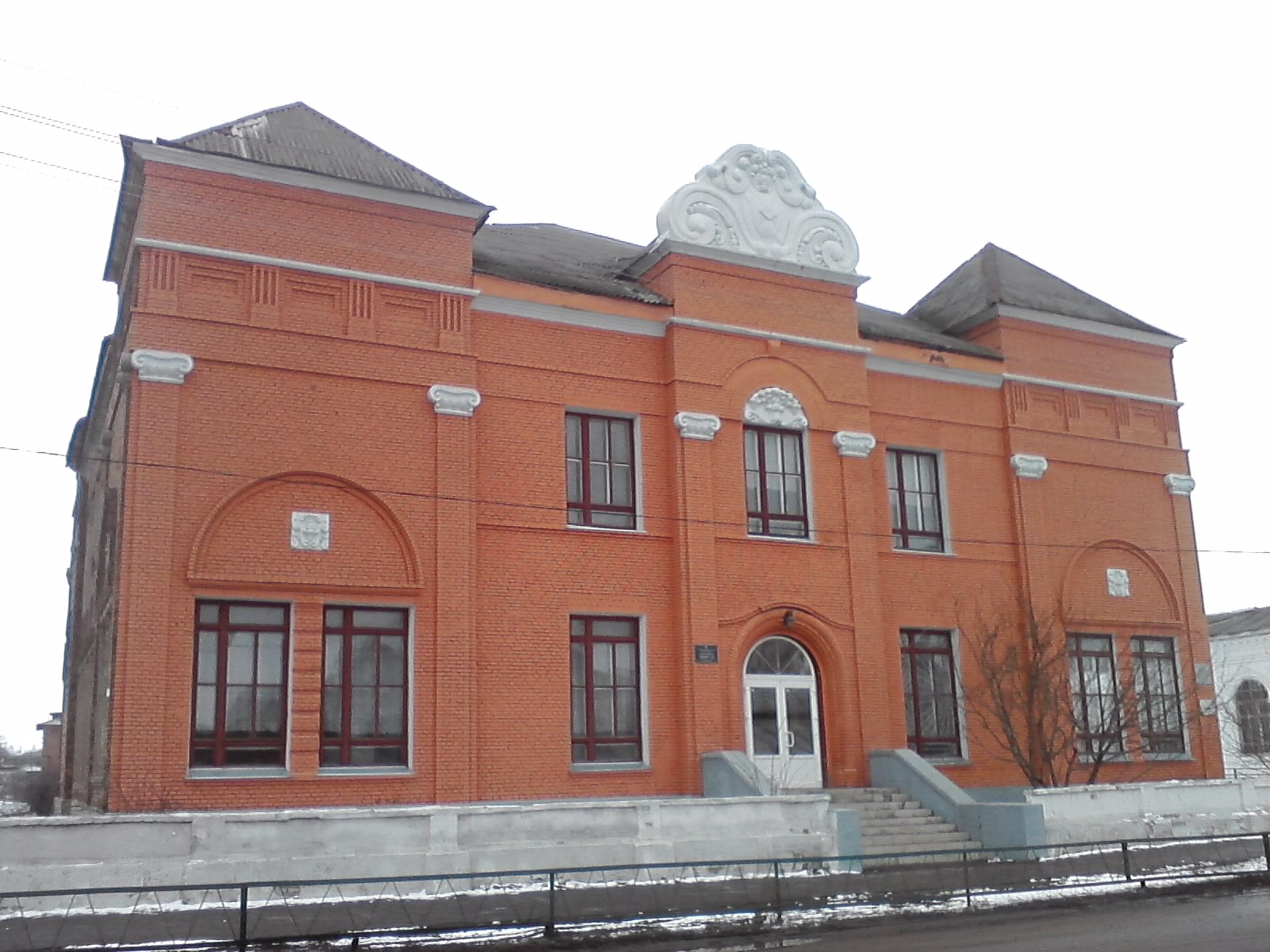
Волчанский лицей № 2

В городе работали учреждения среднего образования разных типов: лицей № 1, лицей № 2, общеобразовательные школы № 3, 6, 7. В 2014 году была расформирована школа-интернат № 5. Некоторые учреждения имеют большую историю. Например, лицей № 2 ведёт свою историю с 1935 года, тогда ещё имея название «Волчанская школа имени С. М. Кирова». Окончательное название лицей получил при реформировании в 2003 году. Лицей 1 же был основан в 1944 году, именуется гимназией с 2004 года.
В школах присутствует профильное образование. Наибольшее количество учащихся занимается в классах технологического и естественно-математического направлений. Спросом также пользуются филологические и общественно-гуманитарные направления.
- Волчанский общеобразовательный лицей № 1 им. Горького (до 2018 — гимназия)
- Волчанский общеобразовательный лицей № 2 им. Кирова (1914—1935 — земская больница)
- Волчанская общеобразовательная школа № 3 им. Лермонтова
- Волчанская общеобразовательная школа № 6 им. Чкалова
- Волчанская общеобразовательная школа № 7 им. Артёма (1914—1935 — земская больница)
- Школа устного счёта «Соробан» (в здании детского сада № 6)

### Специализированное образование

Здание дома творчества в Волчанске

До российского вторжения в Волчанске действовала музыкальная школа. Проводились занятия на разных спортивных секциях в детско-юношеской спортивной школе: футбол, бокс, настольный теннис, лёгкая атлетика. В доме творчества проходили занятия различных секций — вокальной, природной, кулинарной, театральной.
- Волчанский техникум механизации сельского хозяйства им. П. Григоренко (открыт в 1931);
- Волчанский автотранспортный колледж (открыт в 1912);
- Волчанский медицинский колледж;
- Высший аграрный лицей (Старый Салтов)

## Социальная сфера и культура

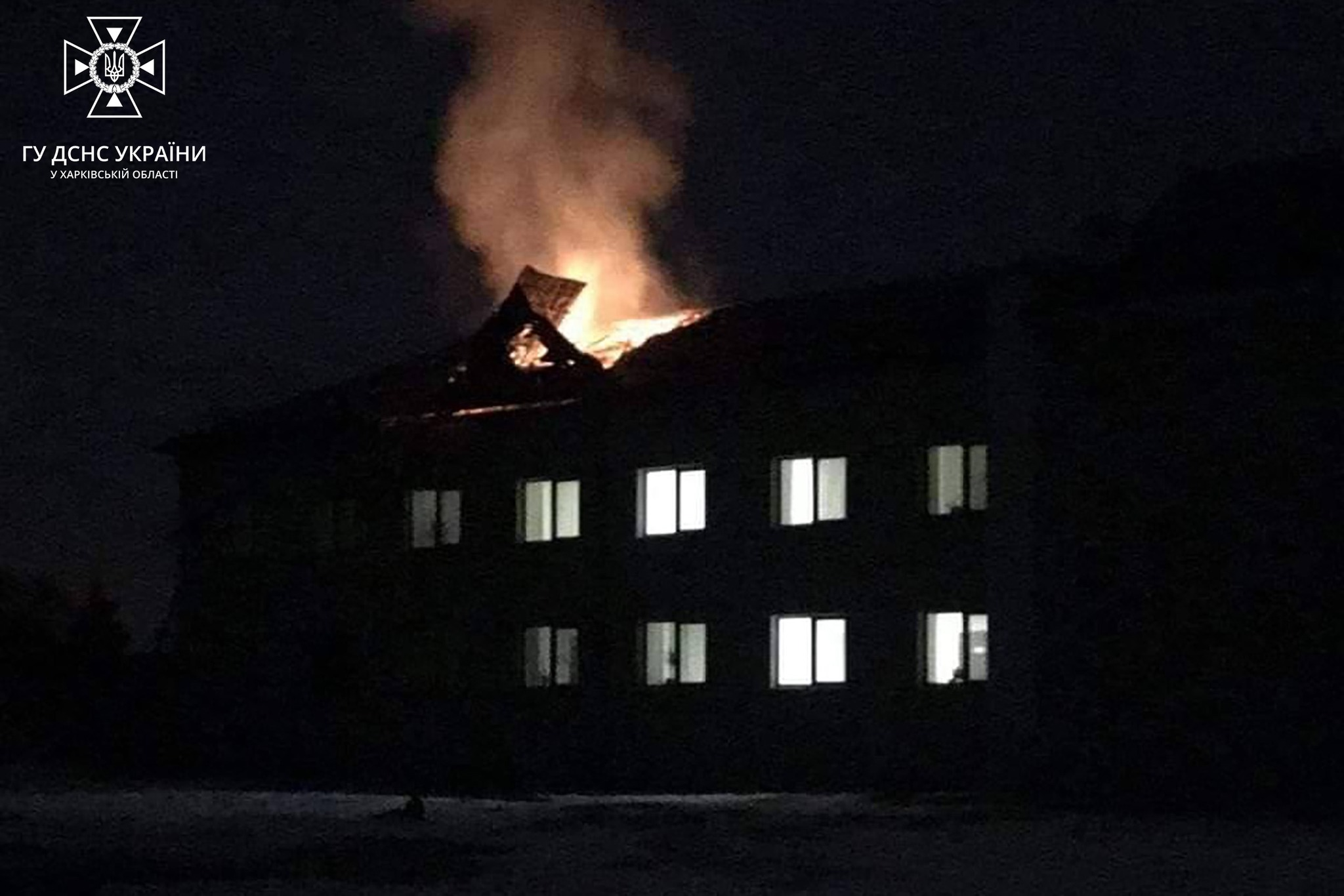
Больница в Волчанске после российского обстрела 6 февраля 2023 года во время вторжения России на Украину

### Здравоохранение
В городе работали 2 амбулатории КУОЗ «Центр первичной медико-санитарной помощи Волчанского района», где первичную медицинскую помощь оказывали семейные врачи, и КУОЗ «Волчанская центральная районная больница» на 100 мест, приём в ней осуществляют узкопрофильные специалисты. Также работали филиал Харьковской ОЛЦ госсанэпидслужбы, отделение Харьковского областного противотуберкулёзного диспансера, частные кабинеты и лаборатория.

### Культура
Центр культурной жизни города — местный дом культуры. Здание было отреставрировано в середине 2000-х. В здании существуют различные тематические секции: живописи, классических, народных и современных танцев. По праздникам волчан поздравляет ансамбль народной песни.
Также немаловажным местом являлась площадь имени В. Г. Колокольцова (до 2016 — Героя Советского Союза Михаила Ивановича Смильского) — центральная и единственная площадь города. На крупные праздники здесь проходили концерты, по выходным иногда бывали народные ярмарки.

## Спорт
В городе была развита спортивная инфраструктура: два футбольных стадиона с беговыми дорожками, полями для игры в волейбол, футбольное мини-поле с мягким покрытием, установлены различные спортивные снаряды. Существовала детско-юношеская спортивная школа.
Ежегодно проходили спортивные соревнования по футболу, волейболу и другим видам спорта между школами, предприятиями, школьные и студенческие спартакиады, туристские слеты, спортивно-военная игра «Зарница». Представители города постоянно принимали участие в областных спортивных состязаниях.
Футбольная команда «Волчанск» выступала во второй лиге чемпионата Украины. Домашняя арена клуба — спортивный стадион Волчанского агрегатного завода. В городе также есть второй стадион в собственности Волчанского МЭЗа, а также мини-футбольное поле с мягким покрытием, где проводились тренировки команды а также ДЮСШ в зимний период.
В 2016 году в центре города открылся спортивный комплекс с различными спортивными секциями, тренировочными полями.

## Известные люди, связанные с городом
- Астапович, Игорь Станиславович (1908—1976) — советский астроном, исследователь метеоров и метеоритов.
- Бабенко, Василий Алексеевич (1877—1955) — учёный-археолог, который в 1900 году открыл салтовскую культуру (VII—IX века). Родился в Волчанске.
- Будянский, Виктор Игоревич (род. 1984) — футболист, опорный полузащитник итальянского клуба «Удинезе».
- Гермашев, Михаил Маркианович (1867—1930) — русский художник-пейзажист.
- Олесь Досвитный (1891—1934) — украинский советский писатель.
- Ершов, Василий Васильевич (1944—2017) — советский и российский пилот гражданской авиации, писатель.
- Колокольцов, Василий Григорьевич (1867—1934) — председатель Волчанской земской управы (1893—1917). В годы его работы Волчанский уезд по темпам благоустройства, развития образования и культуры занимал второе место в Российской империи после Московского уезда.
- Моргунов, Юрий Юрьевич (1947—2018) — советский и российский археолог, специалист по исторической географии Переяславской земли и древнерусской фортификации.
- Новоспасская, Надежда Константиновна (1877—1962) — русская оперная певица.
- Пивоваров, Артём Владимирович (род. 1991) — украинский исполнитель, автор песен, саунд-продюсер.
- Писаревский, Степан (1780-е — 1839) — украинский поэт и драматург.
- Платонов, Юрий Гаврилович (1894—1953) — советский ученый-географ, писатель.
- Снежко-Блоцкая, Александра Гавриловна (1909—1980) — режиссёр, художник-мультипликатор на киностудии «Союзмультфильм».
- Сомов, Орест Михайлович (1793—1833) — русский писатель и журналист.